# Pelopina brevifrons
Pelopina brevifrons is een tweekleppigensoort uit de familie van de Thraciidae. De wetenschappelijke naam van de soort is voor het eerst geldig gepubliceerd in 1868 door H. Adams.